# Michael Sturm (Historiker)
Michael Sturm (* 1972) ist ein deutscher Historiker. Sturm studierte Geschichte, Politikwissenschaft und Germanistik an der Georg-August-Universität Göttingen (M.A.). Von 2003 bis 2008 war er wissenschaftlicher Mitarbeiter an der Lehreinheit Geschichtsdidaktik am Historischen Seminar der Universität Leipzig. Er ist seit 2008 freier Mitarbeiter der Mobilen Beratung im Regierungsbezirk Münster – gegen Rechtsextremismus, für Demokratie (Mobim). Außerdem ist er pädagogisch-wissenschaftlicher Mitarbeiter im Geschichtsort Villa ten Hompel der Stadt Münster. Sein dortiger Schwerpunkt ist die politische Bildungsarbeit für Jugendliche und Erwachsene.

## Schriften (Auswahl)
- mit Massimiliano Livi, Daniel Schmidt (Hrsg.): Die 1970er Jahre als schwarzes Jahrzehnt. Politisierung und Mobilisierung zwischen christlicher Demokratie und extremer Rechter. Campus-Verlag, Frankfurt am Main u. a. 2010, ISBN 978-3-593-39296-7.
- mit Alf Lüdtke, Herbert Reinke (Hrsg.): Polizei, Gewalt und Staat im 20. Jahrhundert (= Studien zur inneren Sicherheit. Bd. 14). VS Verlag für Sozialwissenschaften, Wiesbaden 2011, ISBN 978-3-531-18266-7.
- mit Daniel Schmidt, Massimiliano Livi (Hrsg.): Wegbereiter des Nationalsozialismus. Personen, Organisationen und Netzwerke der extremen Rechten zwischen 1918 und 1933 (= Schriftenreihe des Instituts für Stadtgeschichte. Bd. 19). Klartext, Essen 2015, ISBN 978-3-8375-1303-5.
- mit Martin Langebach (Hrsg.): Erinnerungsorte der extremen Rechten (= Edition Rechtsextremismus). Springer VS, Wiesbaden 2015, ISBN 978-3-658-00130-8.